# Gonomyia acanthophallus
Gonomyia acanthophallus är en tvåvingeart som beskrevs av Alexander 1931. Gonomyia acanthophallus ingår i släktet Gonomyia och familjen småharkrankar. Inga underarter finns listade i Catalogue of Life.